# 高坂村 (広島県)
高坂村（たかさかむら）は、広島県豊田郡にあった村。現在の三原市の一部にあたる。

## 地理
- 河川：仏通寺川[1]

## 歴史
- 1889年（明治22年）4月1日、町村制の施行により、豊田郡小林村、山中野村、土取村、許山村、真良村が合併して村制施行し、高坂村が発足[1][2]。旧村名を継承した小林、山中野、土取、許山、真良の5大字を編成[1]。
- 1951年（昭和26年）4月1日、大字小林、山中野、土取を御調郡坂井原村に編入[1][2]。許山、真良の2大字となる[1]。
- 1956年（昭和31年）3月31日、三原市に編入され廃止[1][2]。

## 産業
- 農業